# Hércules Brito Ruas
Brito, voller Name: Hércules de Brito Ruas (* 9. August 1939 in Rio de Janeiro) ist ein ehemaliger brasilianischer Fußballspieler. Er spielte in der Abwehr zahlreicher Clubs sowie in der brasilianischen Nationalmannschaft. Seinen Karrierehöhepunkt erlebte er 1970, als Brasilien alle Qualifikations- und Endrundenspiele der WM 1970 gewann und in Mexiko Weltmeister wurde. Brito gehörte zur Stammelf und spielte alle Partien durch. Der Mann mit der Rückennummer 2 stand auch im Finale gegen Italien in der Startelf, das Brasilien mit 4:1 gewann. Zwischen 1964 und 1972 hatte er insgesamt 45 mal für die Seleção gespielt und war auch bereits 1966 während der WM in England einmal zum Einsatz gekommen.

## Erfolge
- Staatsmeisterschaft des Bundesstaates Rio de Janeiro (4): 1956, 1963, 1964, 1965
- Torneio Rio-São Paulo: 1958, 1966
- Taça Guanabara: 1966
- Fußball-Weltmeisterschaft: 1970
- Copa Roca: 1971
- Taça Independência: 1972
- Santiago de Chile Turnier: 1957
- Paris Turnier: 1957
- Theresa Herrera Pokal: 1957
- Rio de Janeiro Jahrhundertturnier: 1965
- Verão Turnier: 1970